# Zosne matangensis
Zosne matangensis là một loài bọ cánh cứng trong họ Cerambycidae.